# Fars News Agency
De Fars News Agency (Perzisch: خبرگزاری فارس), afgekort FNA, is een (semi-)officieel persbureau gevestigd in Iran.
De FNA werd opgericht in 2003 als een niet-publiekelijk persbureau en brengt nieuws in het Perzisch, Engels, Turks en Arabisch. De FNA beschrijft zichzelf als "Irans voornaamste onafhankelijke persbureau", maar organisaties zoals CNN, Reuters en BBC omschrijven het echter als semi-officieel vanwege de sterke betrekkingen met Iran en Mahmoud Ahmadinejad.